# ローレルパーク競馬場
ローレルパーク競馬場(ローレルパークけいばじょう、Laurel Park)は、アメリカ合衆国メリーランド州ローレルにあるサラブレッド平地競走の競馬場。

## 概要
かつては北アメリカ初の招待競走ワシントンDCインターナショナルの開催地として知られる、東海岸地区でも主要な競馬場のひとつである。1911年に開設された。
なお、ワシントンDCインターナショナルが開催されていた当時はローレル競馬場（Laurel Racecourse）と呼ばれており、現在の名称を使うようになったのは1994年以降である。
また、中山競馬場と提携を結んでおり、中山競馬場でローレル競馬場賞中山牝馬ステークスが施行されている。

## 歴史
創設から3年後の1914年、ローレルパークは当時の著名な事業家にして馬主であったフィリップ・J・ドワイヤーとジェームズ・バルターの2名によって買収され、チャーチルダウンズ競馬場の運営者でもあったマット・ウィンが同競馬場の運営を請け負った。それから3年後の1917年、同競馬場は再び別の事業者へと買収され、ピムリコ競馬場などを管理するメリーランドジョッキークラブに所有されるようになった。
1950年、メリーランドジョッキークラブは所有競馬場の移転を検討したが、この提案がメリーランド州総会に受け入れられなかったため、ローレルパークは再び売却されることになり、モリス・シャピロがこれを購入した。
この競馬場の経営を任されたモリスの息子ジョン・D・シャピロは競馬場名を「ローレル競馬場（Laurel Race Course）」に改名し、1950年代から1960年代にかけてコースを改装し、夏季の開催を導入するなど競馬場の改修に尽力した。また、シャピロは1952年に、アメリカでは初の試みとなった招待競走・ワシントンDCインターナショナルを創設している。当初はヨーロッパ、これ以外に南アメリカや日本などから競走馬を招き入れるというこの試みは成功し、後にブリーダーズカップが創設されるまで最高格の国際競走として位置づけられていた。
1984年にフランク・J・ドフランシスによって買収され、競馬場は再び所有者が替わった。ドフランシスの運営していた頃に総合スポーツ施設の設置やクラブハウスの改修などが行われ、1989年8月にドフランシスが死去した後は息子のジョー・ドフランシスに経営が引き継がれた。現在同競馬場のG3競走フランク・J・ドフランシス記念ダッシュステークスは、フランクを記念して死去の翌年に創設された競走である。また、1994年に競馬場名が「ローレルパーク競馬場」に戻されている。
2002年、マグナエンターテイメントによってローレルパーク競馬場を買収され、現在はメリーランド州関連組織の所有のもとで運営がなされている。2004年に7か月間競馬場を休場させてのコースの全面改装を施しており、コース幅の拡張が行われた。このほか、現在は場内にスロットマシンの置かれたゲーミング施設も開設されている。

## コース
楕円形の左回りコース。
ダートコース（外周）
1周1マイル600フィート（約8.9ハロン・約1792メートル）
最後の直線は1089フィート（約332メートル）、または1419フィート（約433メートル）
コース幅95フィート（約29メートル）
芝コース（内周）
1周7/8マイル254フィート（約7.4ハロン・約1485メートル）
最後の直線は1089フィート（約332メートル）
コース幅142フィート（約43メートル）

## 主な競走
- フランク・J・ドフランシス記念ダッシュステークス
- ワシントンDCインターナショナル（1994年廃止）
- ゼネラルジョージステークス
- バーバラフリッチーステークス